# Пьяпун
Пьяпун (англ. pyapun) — чадский язык, распространённый в центральных районах Нигерии. Входит в ангасскую группу западночадской языковой ветви. Наиболее близки к пьяпун языки тал и монтол.
Численность говорящих — около 17 300 человек (2000). Язык бесписьменный.

## Классификация
В соответствии с классификацией чадских языков, предложенной американским лингвистом П. Ньюманом, язык пьяпун вместе с языками ангас, чип, герка (йивом), гоэмаи (анкве), коеноем, кофьяр, монтол (теэл), сура (мупун) и тал входит в ангасскую группу западночадской языковой ветви. Согласно исследованиям П. Ньюмана, в пределах ангасской группы (или A.3) язык пьяпун вместе с языками гоэмаи, коеноем, монтол и тал образуют кластер языков, включаемый в подгруппу собственно ангасских языков, сама же ангасская группа включается в подветвь западночадских языков A. Эта классификация приведена, в частности, в справочнике языков мира Ethnologue.
Согласно классификации, опубликованной в базе данных по языкам мира Glottolog,  язык пьяпун вместе с языками коеноем и тал отнесены к кластеру языков тал, который в свою очередь последовательно включается в подгруппу языков гоэмаи и группу западночадских языков A A.3.
В классификации афразийских языков чешского лингвиста В. Блажека язык пьяпун отнесён к подгруппе языков ангас, в которой представлены два языковых объединения: в первое вместе с пьяпун входят языки ангас, сура, кофьяр, чип, анкве и монтол, во второе — язык герка (йивом). Подгруппа ангас вместе с подгруппой боле-тангале в данной классификации являются частью боле-ангасской группы, входящей в свою очередь в одну из двух подветвей западночадской языковой ветви.
В классификации афразийских языков Р. Бленча язык пьяпун вместе с языками гоэмаи, коеноем, тал и монтол образуют языковое единство, входящее в объединение «a» подгруппы нгас группы боле-нгас подветви западночадских языков A.
В классификации, опубликованной в работе С. А. Бурлак и С. А. Старостина «Сравнительно-историческое языкознание», язык пьяпун включается в подгруппу герка-кофьяр группы сура-герка подветви собственно западночадских языков.

## Лингвогеография

### Ареал и численность
Область распространения языка пьяпун размещена в центральной Нигерии на территории штата Плато — в районе Шендам.
Ареал пьяпун с северо-запада, запада и юго-востока окружён ареалами близкородственных западночадских языков. С северо-запада область распространения языка пьяпун граничит с ареалом языка тал, с запада — с ареалом языка коеноем, с юго-востока — с ареалом языка монтол. К северо-востоку от ареала пьяпун расположены ареалы бенуэ-конголезских платоидных языков пе и тарок.
Численность носителей языка пьяпун по данным 1934 года составляла 4635 человек. Согласно данным справочника Ethnologue, численность говорящих на языке пьяпун в 2000 году достигала 17 300 человек. По современным оценкам сайта Joshua Project численность носителей этого языка составляет 28 000 человек (2017).

### Социолингвистические сведения
По степени сохранности, согласно данным сайта Ethnologue, язык пьяпун относится к так называемым стабильным, или устойчивым, языкам, поскольку этот язык используется в устном бытовом общении представителями этнической общности пьяпун всех поколений, включая младшее. Стандартной формы у языка пьяпун нет. Представители этнической общности пьяпун в основном придерживаются традиционных верований, часть пьяпун по вероисповеданию являются христианами (25 %), часть — мусульманами (10 %).